# Juan Diego Monge
Juan Diego Monge Valverde (8 dicembre 1986) è un ex calciatore costaricano, di ruolo attaccante.